# 東急プラザ

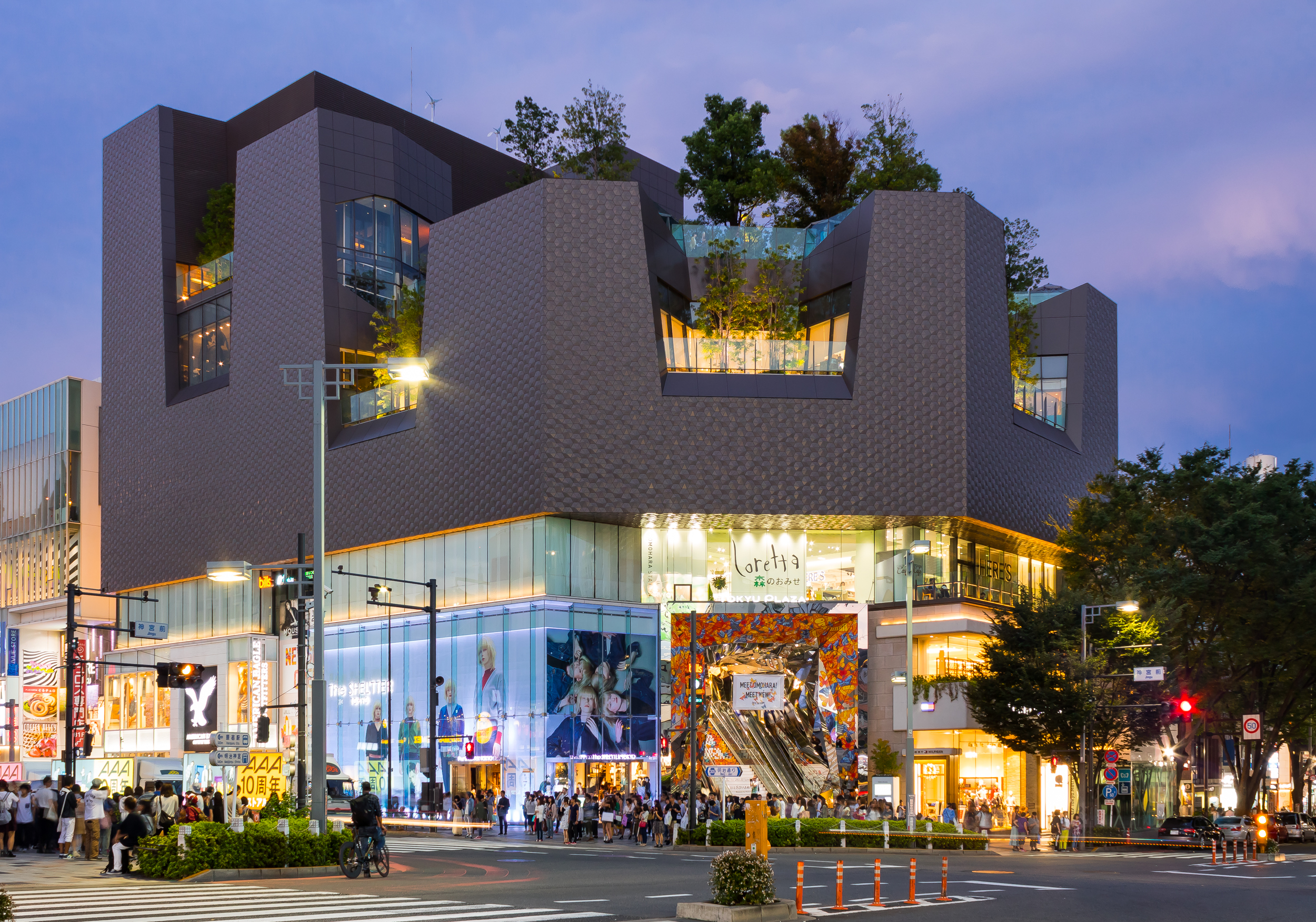
東急プラザ表参道「オモカド」

東急プラザ（とうきゅうプラザ、英称：TOKYU PLAZA）は、東急不動産グループの東急不動産SCマネジメントが運営する都市型ショッピングセンター（ファッションビル）である。
「東急プラザ」のブランド名は、1961年に自由が丘駅前で「自由が丘東急プラザ」が開業したことに始まる。駅前に位置する物件が多く、街のランドマークの一つともなっている。
2012年（平成24年）4月18日の「東急プラザ表参道原宿」開業に伴い、ロゴマークを新しくデザインし、店舗名称を「東急プラザ+地名」に変更した。

## 概要
ファッション、飲食店、書店、カルチャースクール、診療所など幅広い業種をテナントとしている都市型商業施設である。
東急（旧東京急行電鉄）系の商業施設は自社沿線に事業を集約しているが、東急不動産は沿線にこだわらず保有資産を活用し、東京都心を中心に収益性の高い地域で出店している。東急グループの東急ホテルズ内の小規模店舗で「東急プラザ」を外して営業している事例もみられる。提携クレジットカードとして、「TOKYU PLAZA CARD プラザプラス/TOP&カード」(DC・MasterCard) が発行されている。

## 現存する店舗

### 東急プラザ 渋谷
- 所在地 - 東京都渋谷区道玄坂1-2-2
- アクセス - 渋谷駅西口 徒歩1分
- 建物 - 地下2階・地上9階（旧館時代）
- 1965年6月13日 - 88店舗が出店する「渋谷東急ビル」が開業[3]。
  - 開業に先立つ4月10日に建物7階部分から出火、8階まで延焼し作業員など38名が負傷したが死者は無かった[4]。
- 1969年11月 - 「渋谷東急プラザ」に改称。[要出典]
- 1985年9月 - 開業20周年を記念しリニューアルが行われた。
  - このときムラサキツユクサのシンボルマークが導入され[5]、店舗の建物にもムラサキツユクサを象った重厚な金属製レリーフが掲げられた[6]。このレリーフは建て替え後の柱に彫刻として再利用されている[7]。
  - シンボルカラーも淡い紫色であった。[要出典]
- 2012年4月18日 - 「東急プラザ 渋谷」に改称[2]。
- 2015年3月22日[8] - 渋谷駅周辺の再開発に伴う建て替えのため閉館[8]。
- 2019年12月5日[9] - 渋谷フクラスが跡地に開業。東急プラザ渋谷は2 - 8階、17・18階にキーテナントとして入居し営業再開した[9][10]。

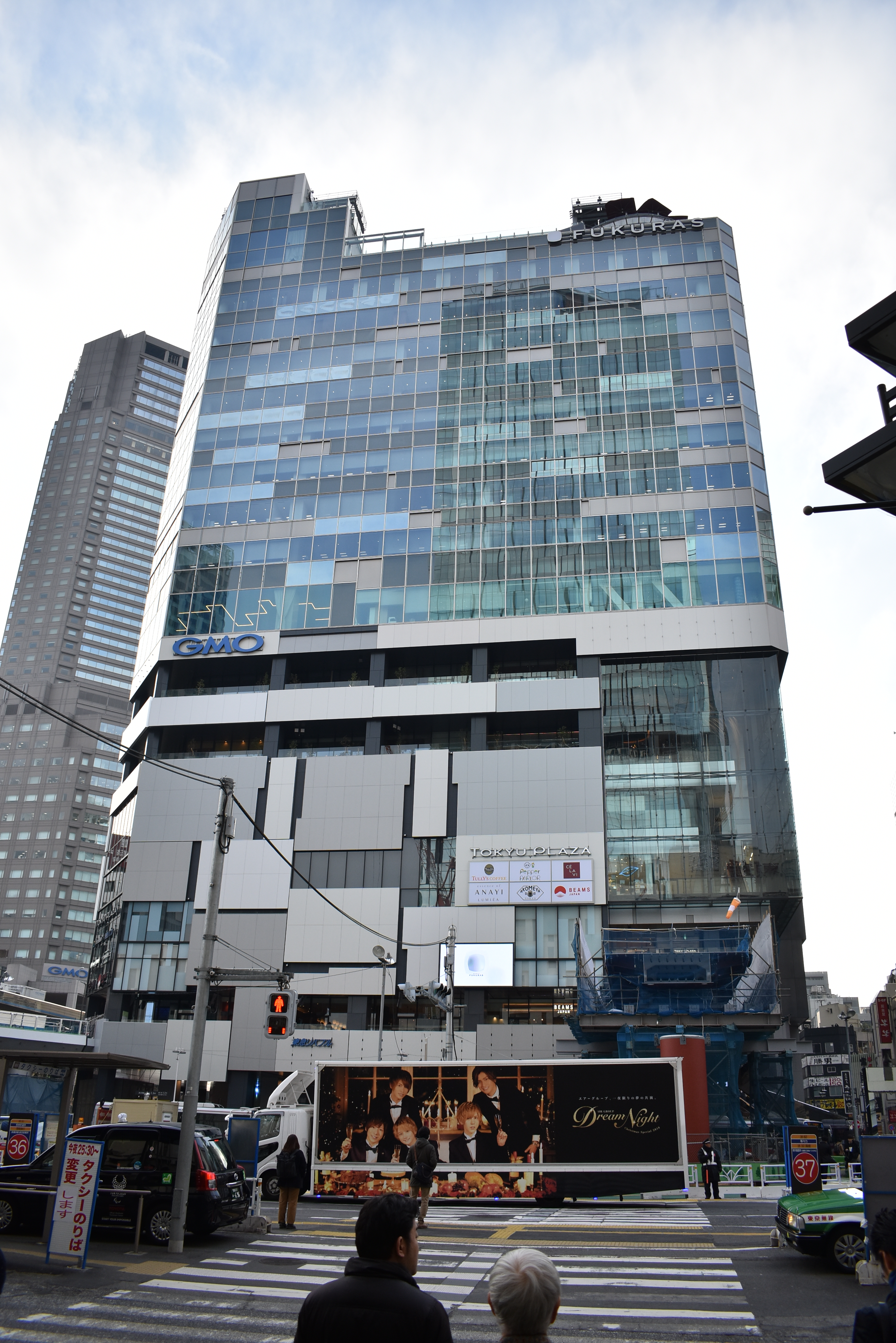
現：東急プラザ 渋谷（渋谷フクラス、2020年1月撮影）
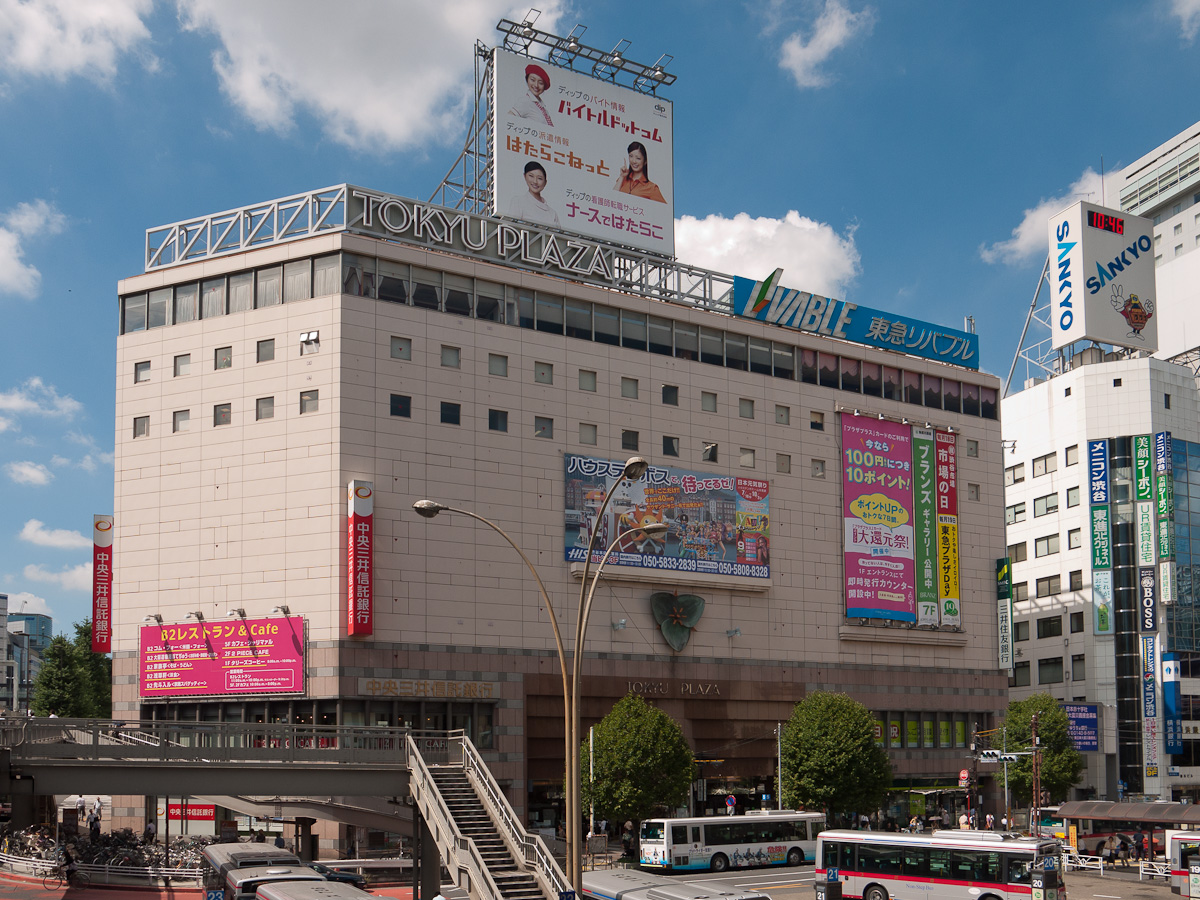
旧：東急プラザ 渋谷（2011年9月撮影）
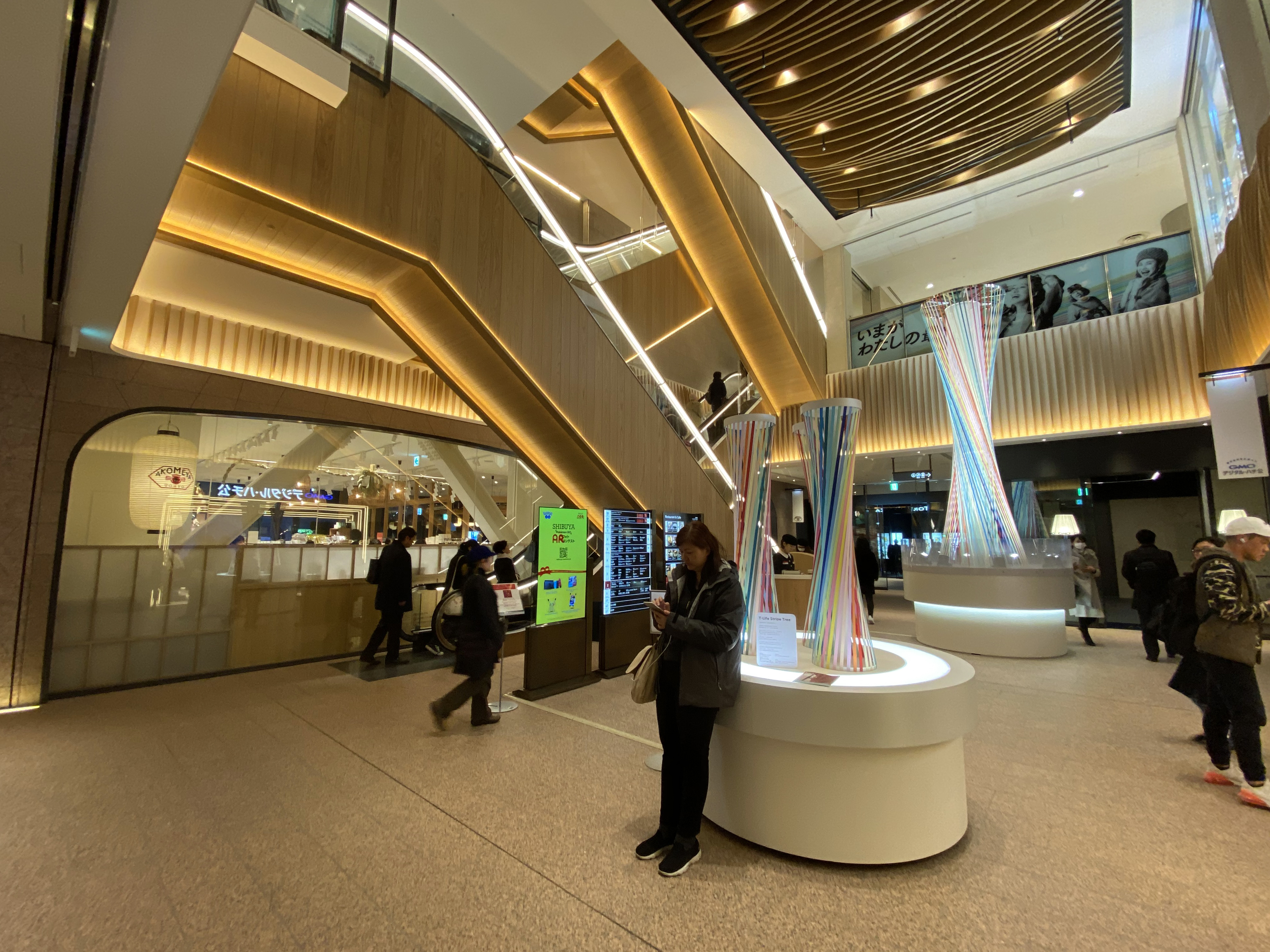
エントランスホール（2019年12月23日撮影）
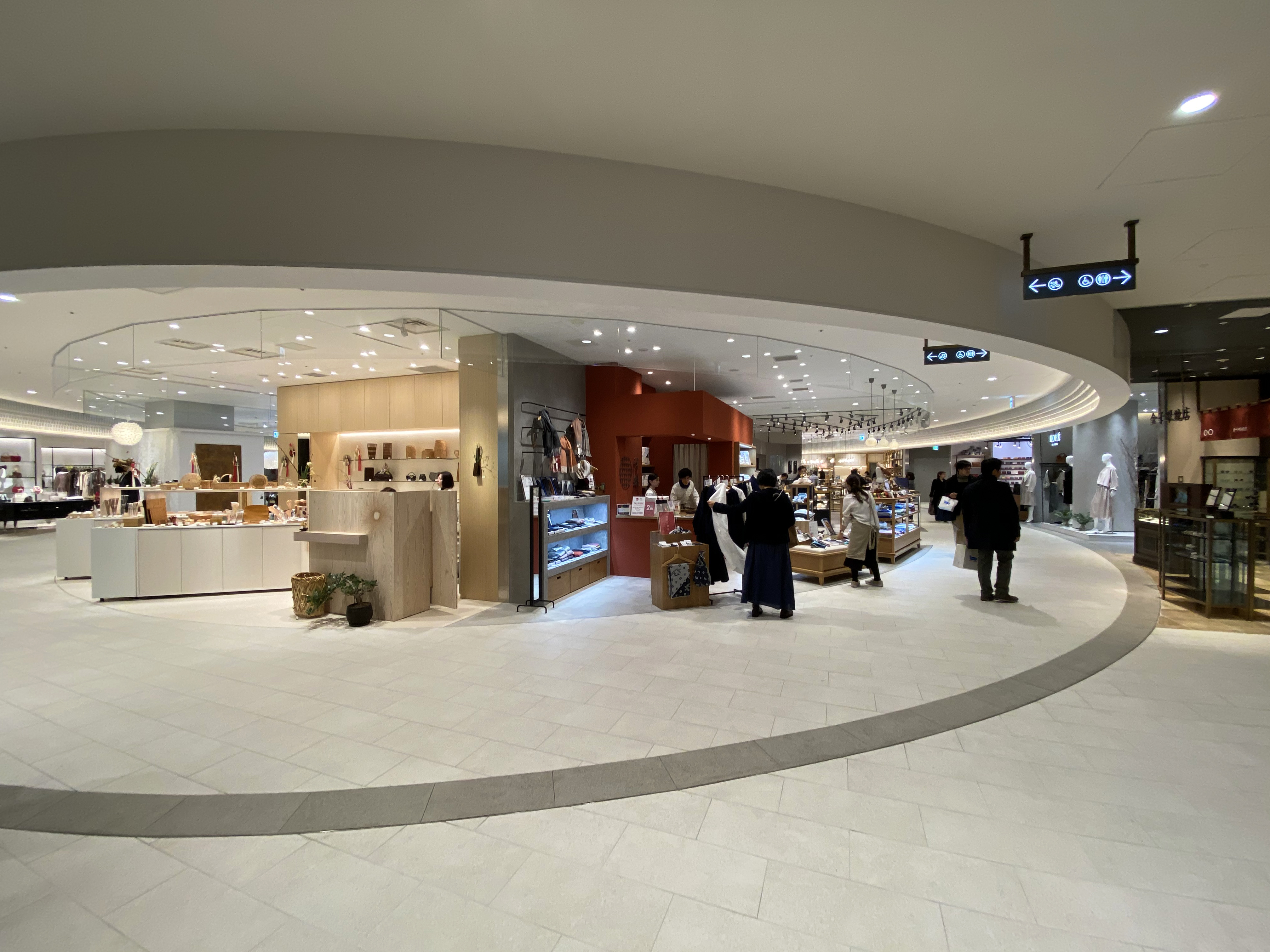
3階東急プラザ エントランス（2019年12月23日撮影）

### 東急プラザ 蒲田
- 1968年11月1日、「蒲田東急ビル」の名称で開業した。
- 所在地 - 東京都大田区西蒲田7-69-1
- アクセス - 蒲田駅と2階で直結する。
- 建物 - 地下1階・地上7階
- 屋上のプラザランドに設置されている観覧車は、2010年代は東京都内で唯一営業稼働していた屋上観覧車だったが、2014年3月に「東急プラザ 蒲田」のリニューアル準備の一環として、プラザランドの閉園に伴い稼働を停止した[11]。
- 2014年10月9日の新装開業に合わせ、プラザランドが「かまたえん」となり、屋上観覧車は「幸せの観覧車」として復活した[12]。
- 地下1階と2階 - 5階は、連絡通路でグランデュオ蒲田西館と直結している。
- 公道を挟んで隣接する東急ストアも「東急プラザ 蒲田」の一部である。
- 一時期は「蒲田東急プラザANNEX」と2館構成であった。#過去に存在した店舗に詳述がある。

### 東急プラザ 戸塚
- 2010年4月2日 - 戸塚駅西口周辺再開発事業で建設されたトツカーナに開業した。
  - 戸塚駅周辺市街地再開発事業は、戸塚駅#歴史、戸塚駅#駅周辺に詳述がある。
- 所在地 - 神奈川県横浜市戸塚区戸塚16-1
- アクセス -  戸塚駅西口直結
- 建物 - 地下1階、地上6階

### 東急プラザ表参道「オモカド」
- 2012年4月18日に「東急プラザ 表参道原宿」として開業[13]。後述の東急プラザ原宿「ハラカド」開業に合わせて2024年4月に名称変更した。
- アメリカン・イーグル・アウトフィッターズの日本1号店、トミーヒルフィガーのグローバル旗艦店、ハンズの小型業態“ハンズ ビー”などが出店した。
- 屋上にコミュニティFM局「渋谷のラジオ」の送信所が設置されている[14]。
- 所在地 - 東京都渋谷区神宮前4-30-3
- アクセス - 原宿駅徒歩4分、明治神宮前駅徒歩1分。
  - 神宮前交差点の原宿セントラルアパート跡地に建設された。

#### 放送送信設備
| 放送局名                                | コールサイン | 周波数  | 空中線電力 | ERP | 放送対象地域                   | 放送区域内世帯数 | 開局日       |
| --------------------------------------- | ------------ | ------- | ---------- | --- | ------------------------------ | ---------------- | ------------ |
| 特定非営利活動法人ＣＱ （渋谷のラジオ） | JOZZ3CG-FM   | 87.6MHz | 20W        | 17W | 渋谷区全域、港区・新宿区の一部 | 不明             | 2016年4月1日 |

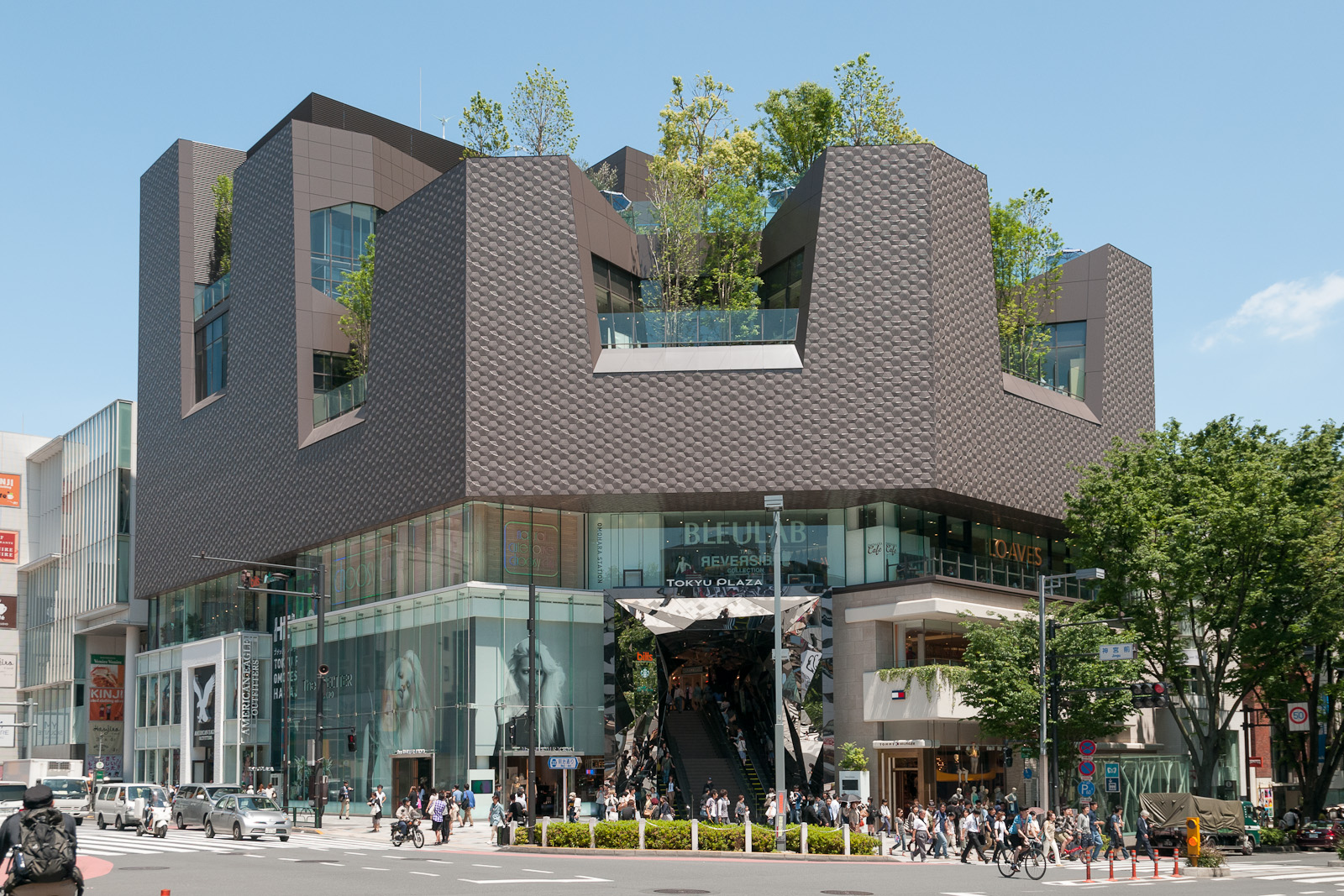
東急プラザ 表参道原宿
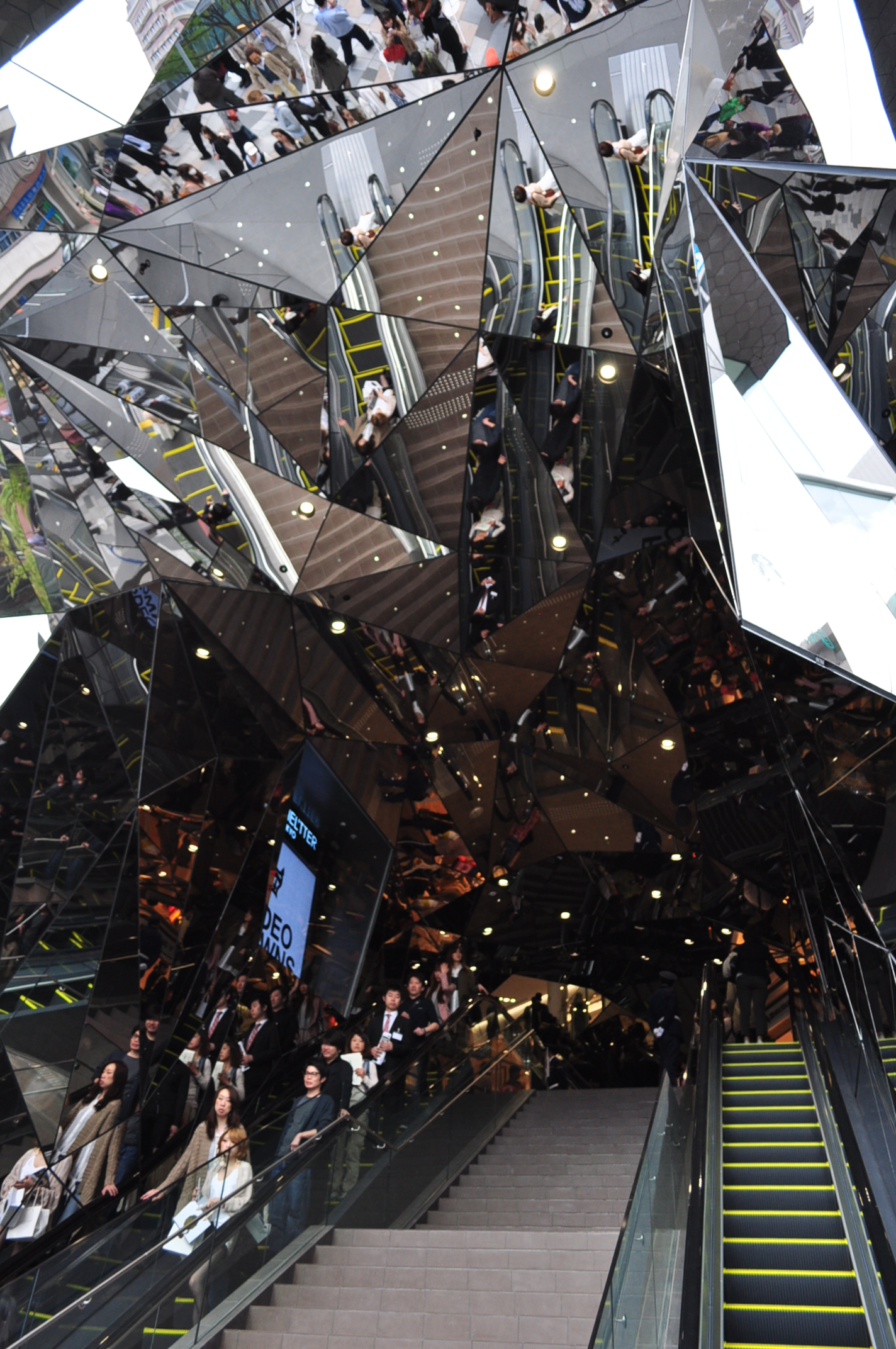
東急プラザ 表参道原宿　入口
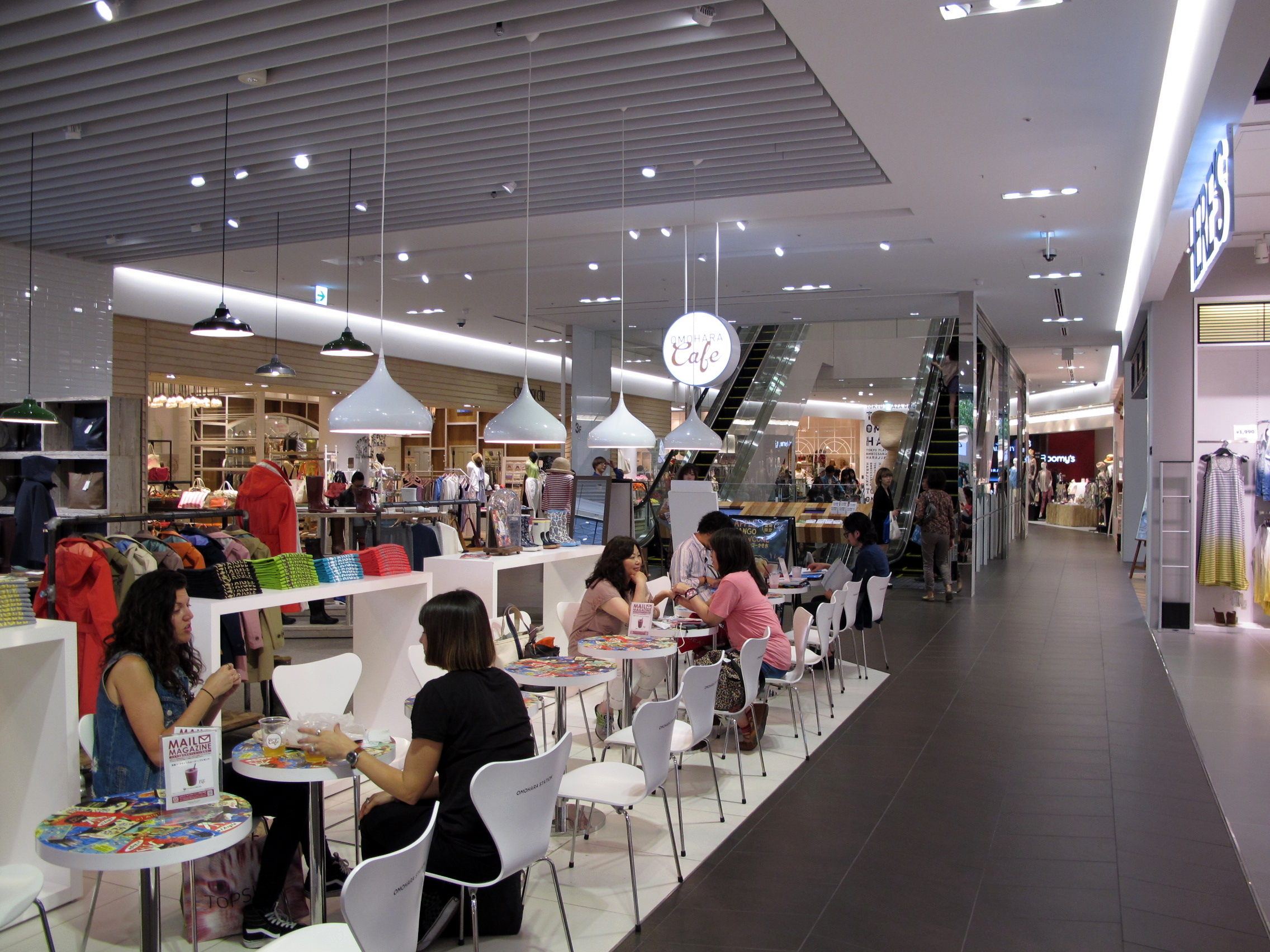
東急プラザ 表参道原宿　3階
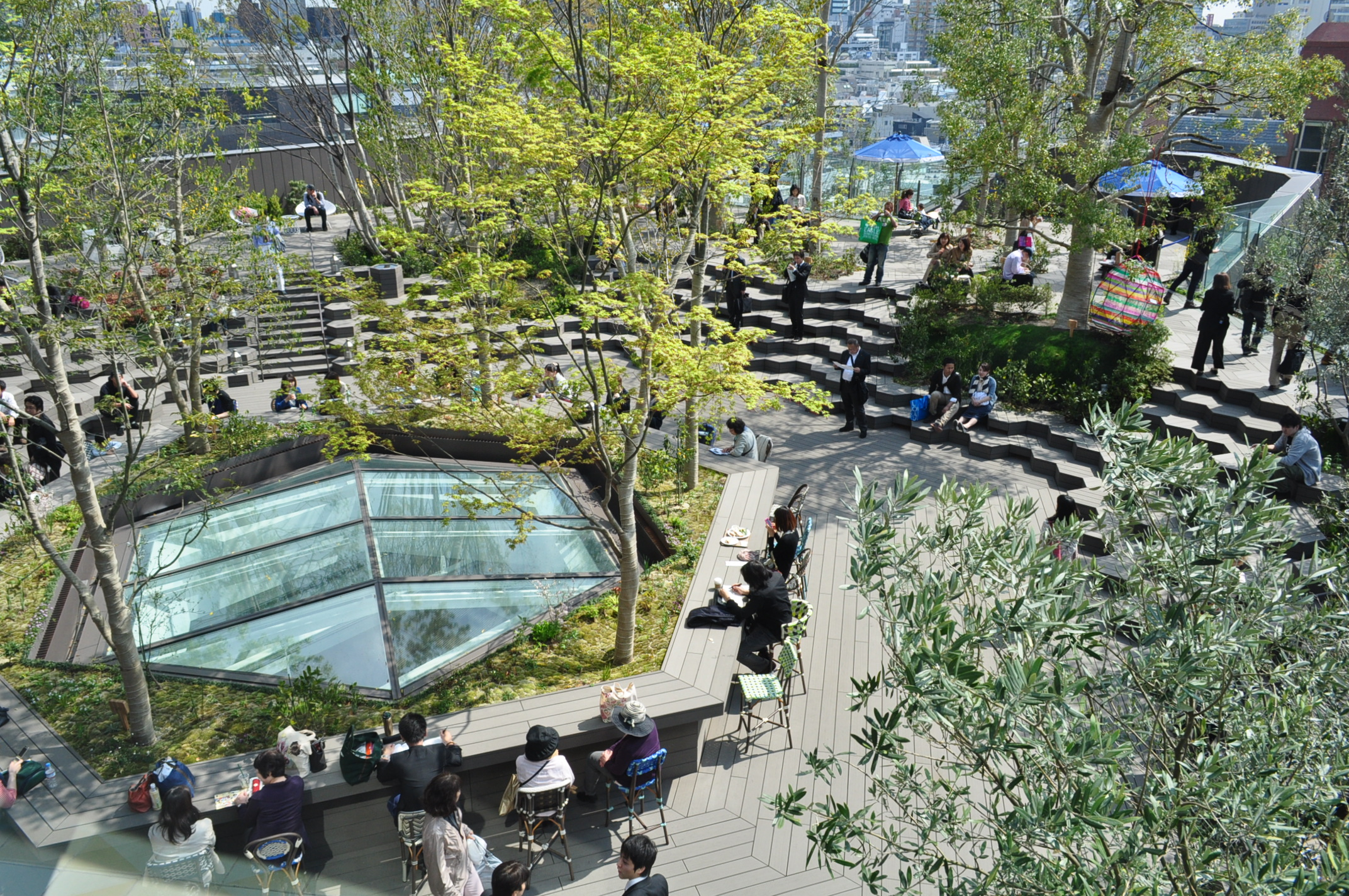
東京プラザ 表参道原宿　屋上庭園

### 東急プラザ 新長田
- 2013年9月20日に開業[16]した。
  - 新長田駅前ビル内ジョイプラザを大規模に新装開業した[16]。
  - キーテナントの西友は7月27日に先行開業[16]した。
- 所在地 - 兵庫県神戸市長田区若松町5-5-1
- アクセス - 新長田駅徒歩1分

### 東急プラザ 銀座
- 2016年3月31日、数寄屋橋に開業した。
- 125テナントが入居する最大の東急プラザである。
- 所在地 - 東京都中央区銀座5-2-1
- アクセス - 地下鉄丸ノ内線銀座駅直結、日比谷駅・有楽町駅徒歩2分
- 建物 - 地上11階建て

### 東急プラザ原宿「ハラカド」
- 2024年4月17日開業[17]。東京地下鉄（東京メトロ）との共同事業による。
- 文化創造・発信拠点と位置づけ、3階には「クリエイターズプラットフォーム」を開設、博報堂ケトルやJ-WAVEのスタジオが設けられている。7階には神宮前交差点を見下ろせる屋上テラス、地下1階には高円寺の老舗銭湯「小杉湯」の新店舗も開店[18]。
- 所在地 - 東京都渋谷区神宮前6-31-21
- アクセス - 原宿駅徒歩4分、明治神宮前駅徒歩1分。
  - 神宮前交差点のオリンピアアネックスビル跡地に建設された。東急プラザ表参道「オモカド」とは交差点を挟んで斜向かいに位置する[19]。

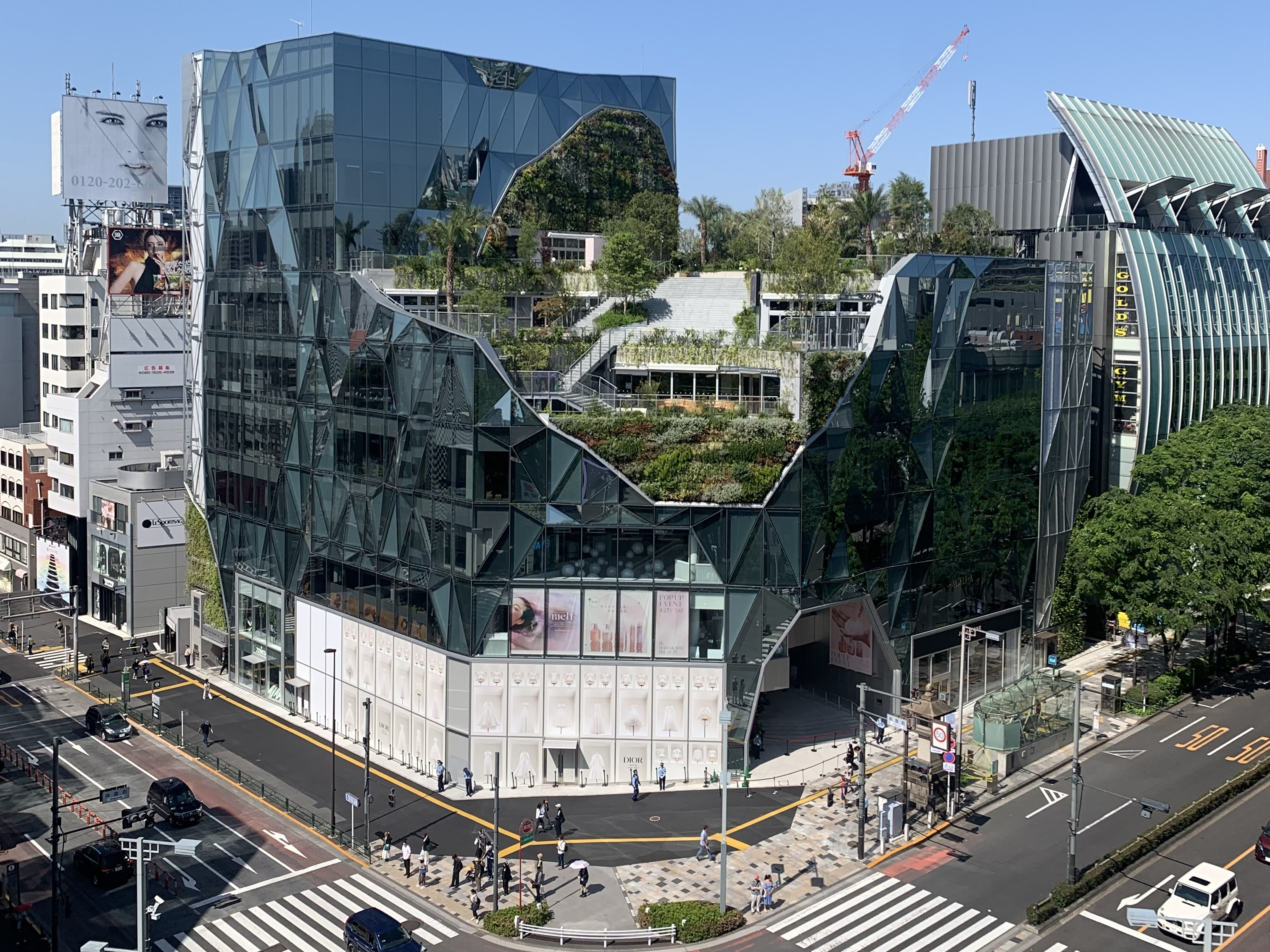
2024年5月3日撮影
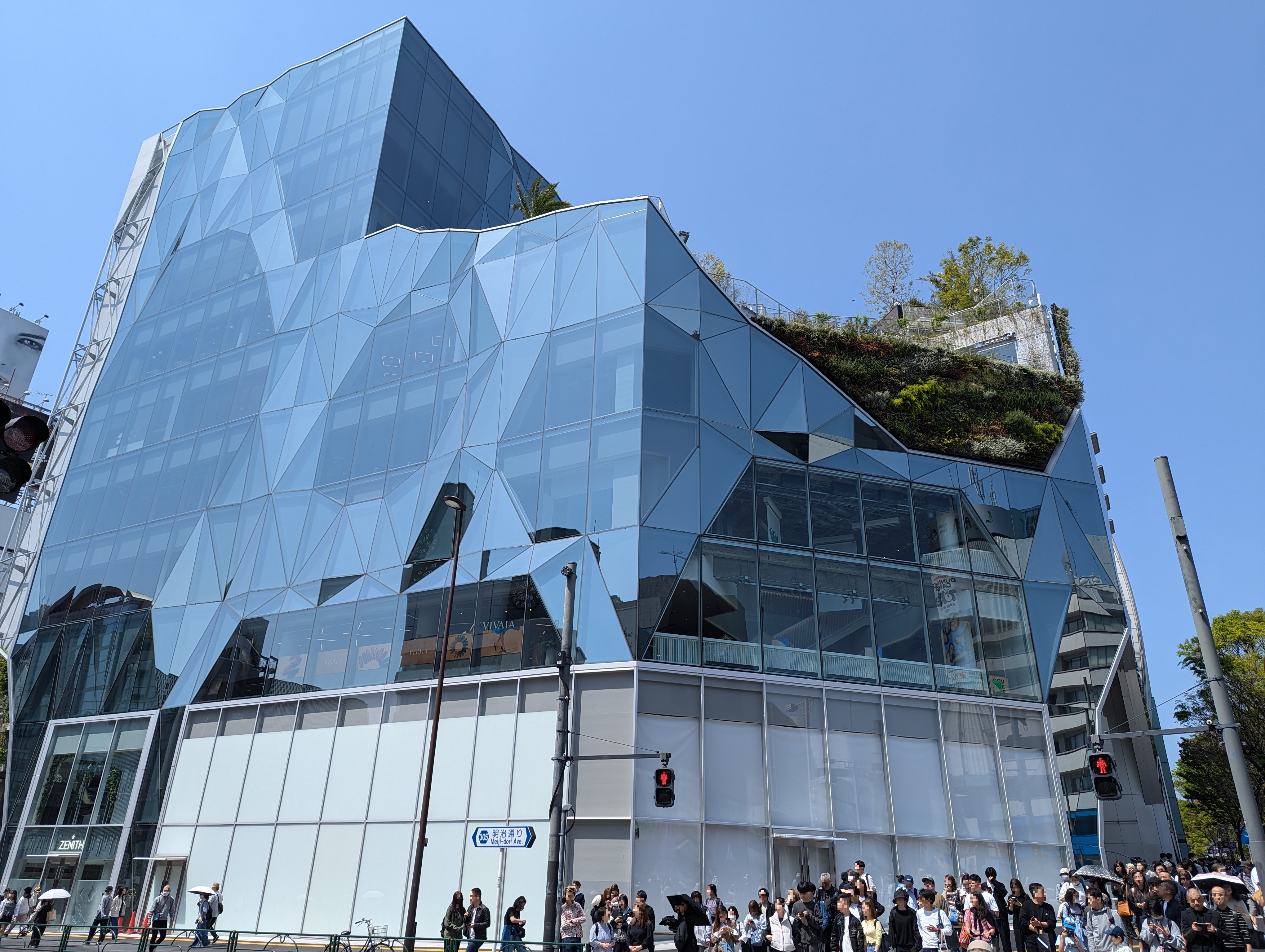
2024年4月17日開業前の初公開日4月14日撮影
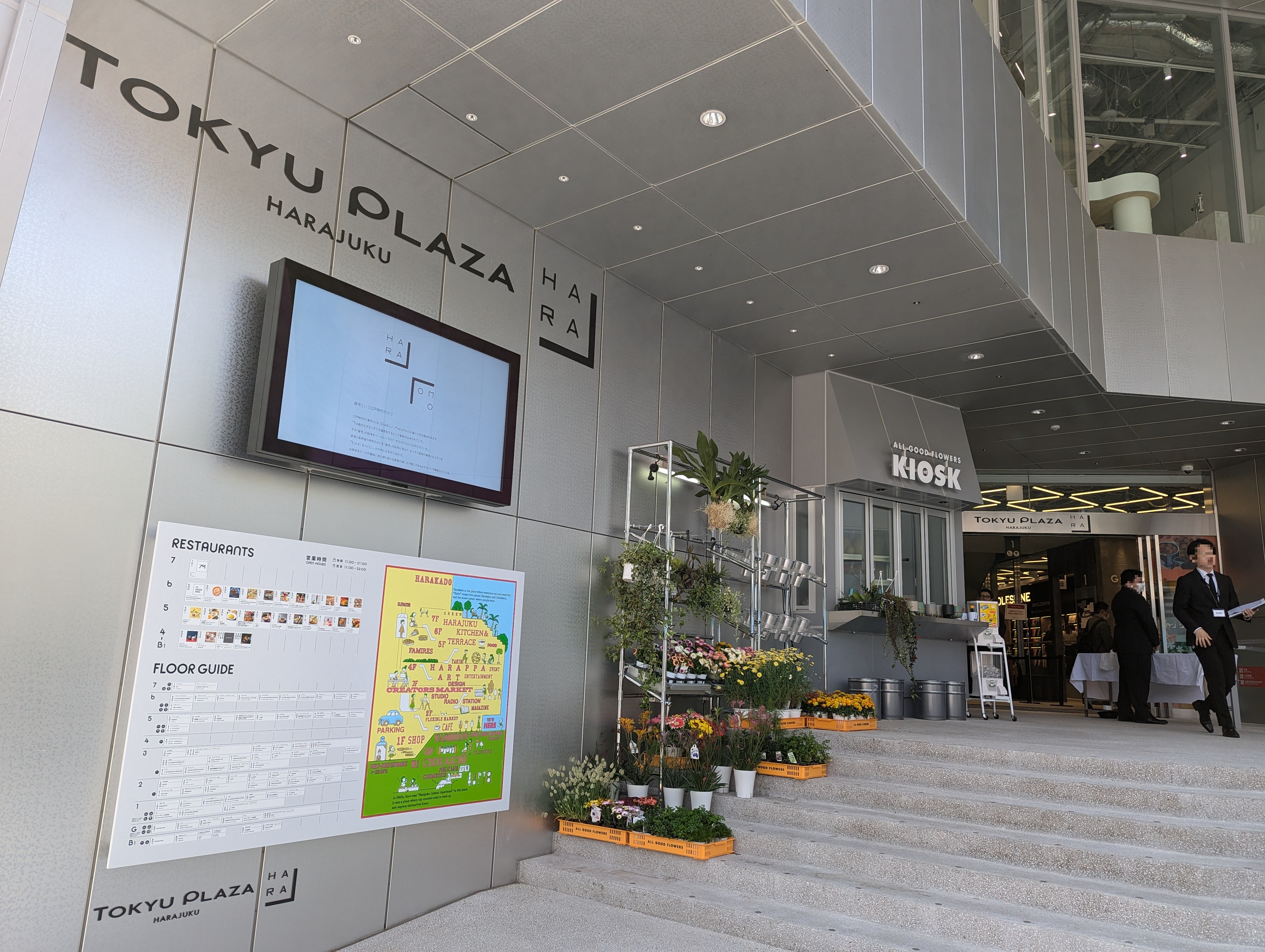
同左（開業前で招待客のみ入場可能だった）
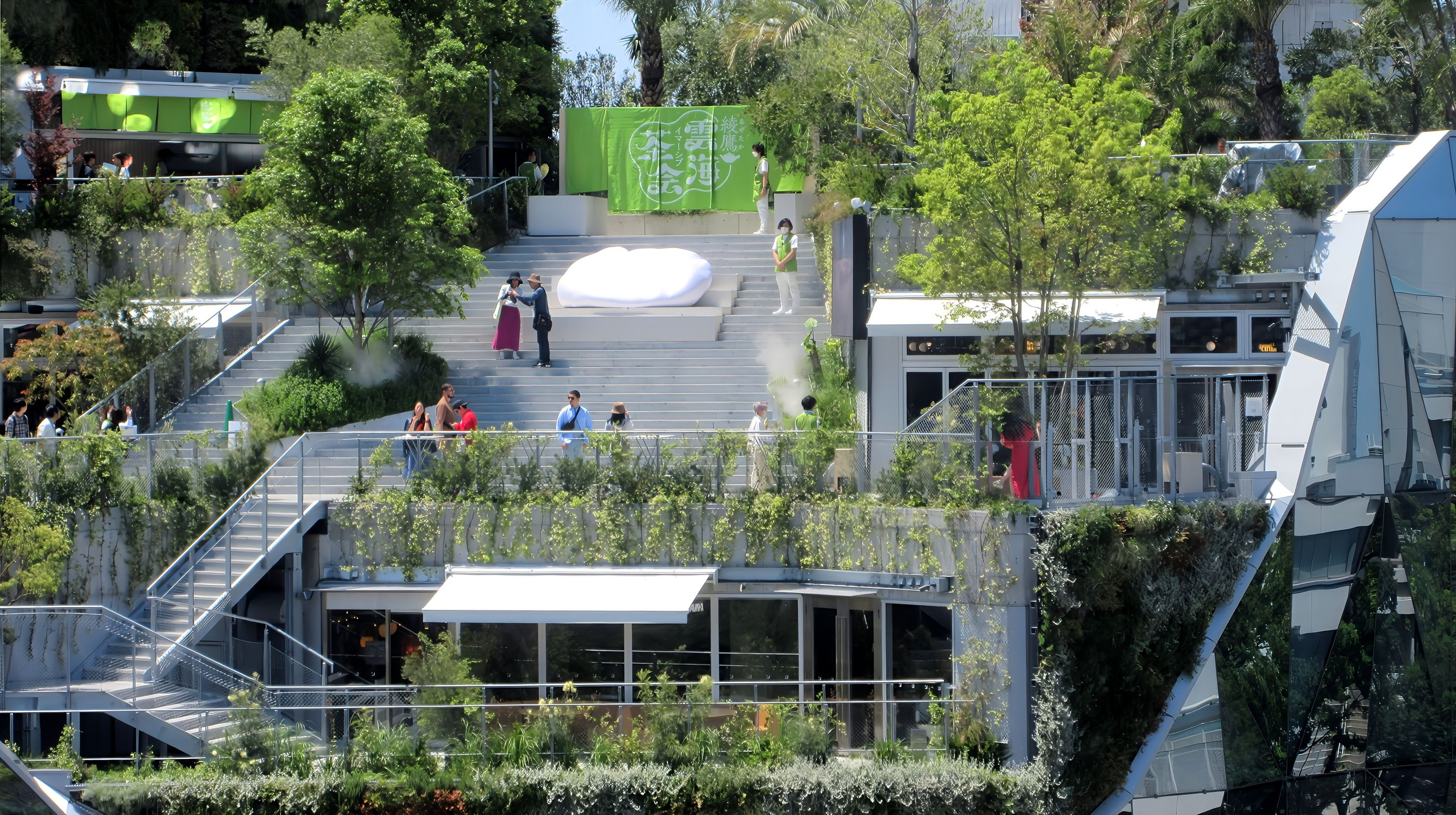
ハラカドの上層階

### 各店舗のギャラリー

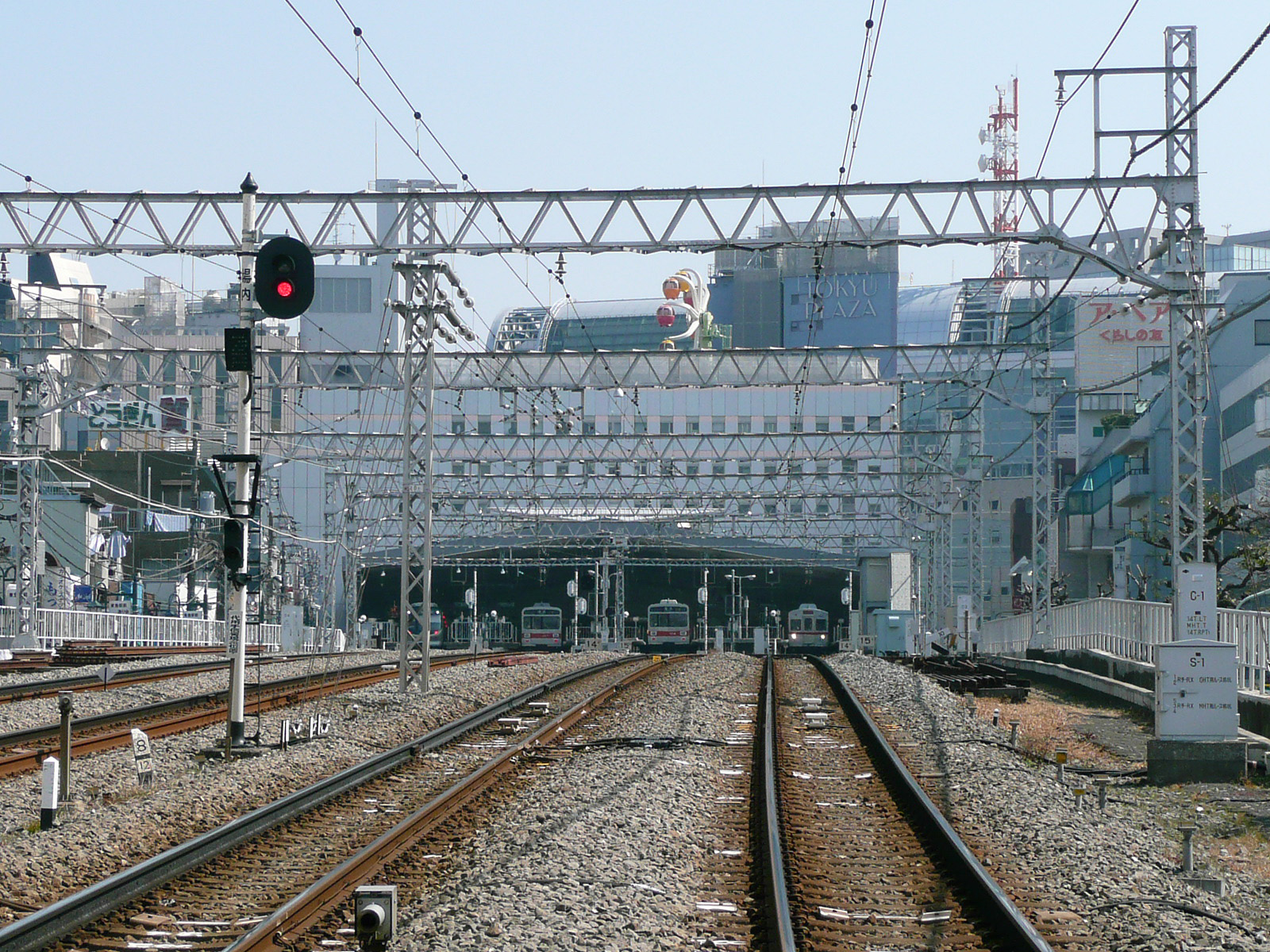
東急プラザ 蒲田（駅後方の建物）
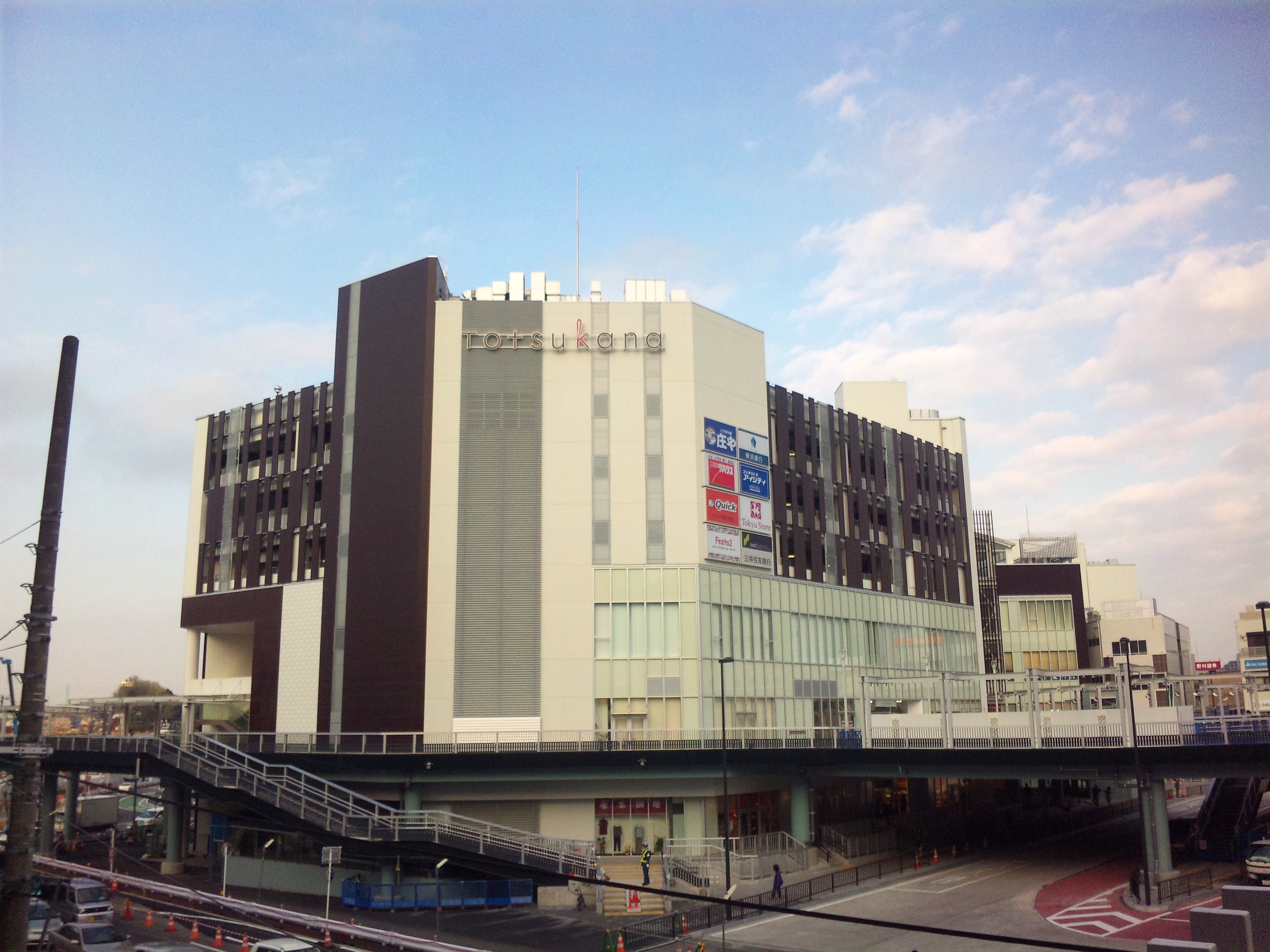
トツカーナ（東急プラザ 戸塚、トツカーナモール）
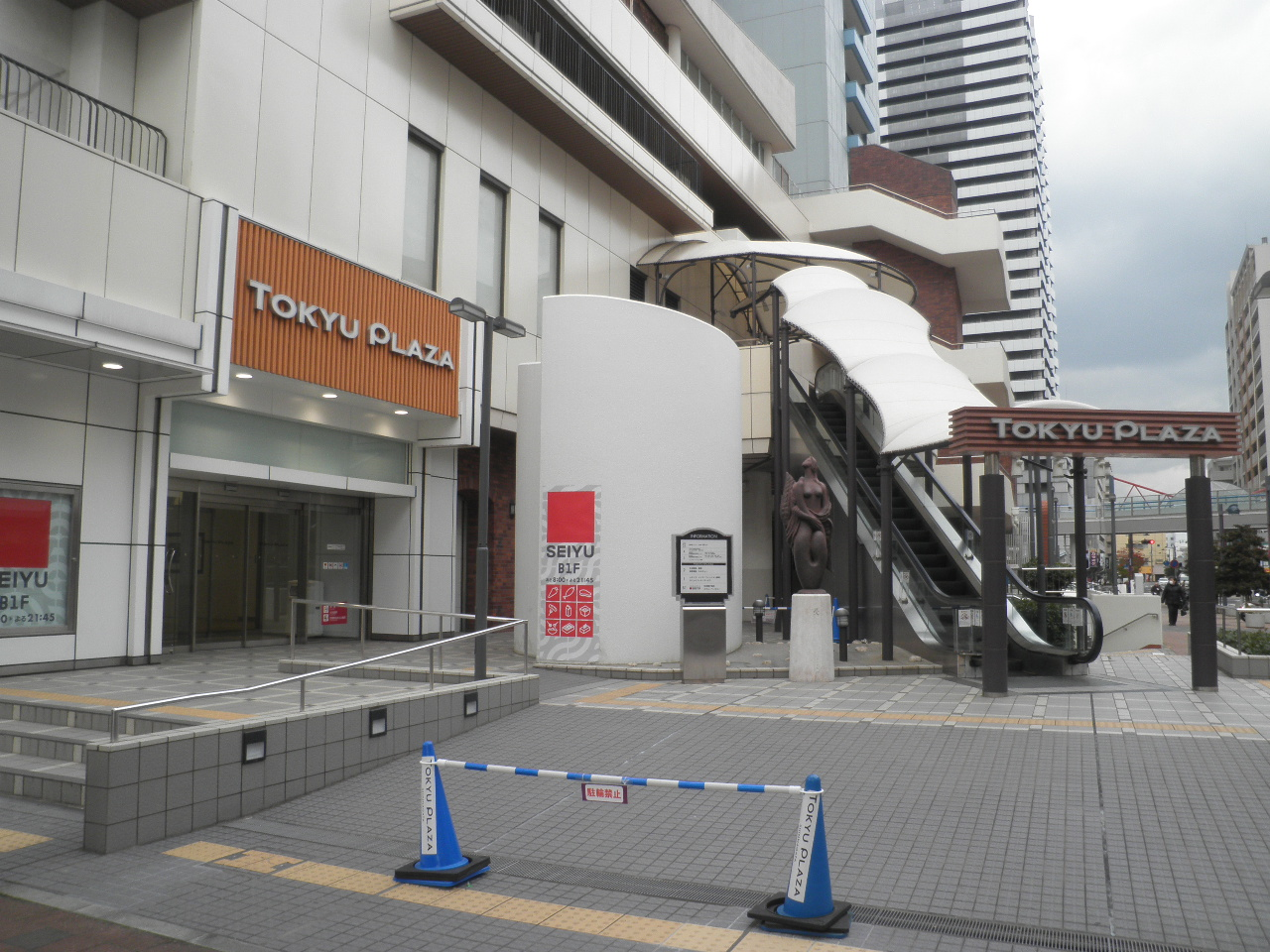
東急プラザ 新長田
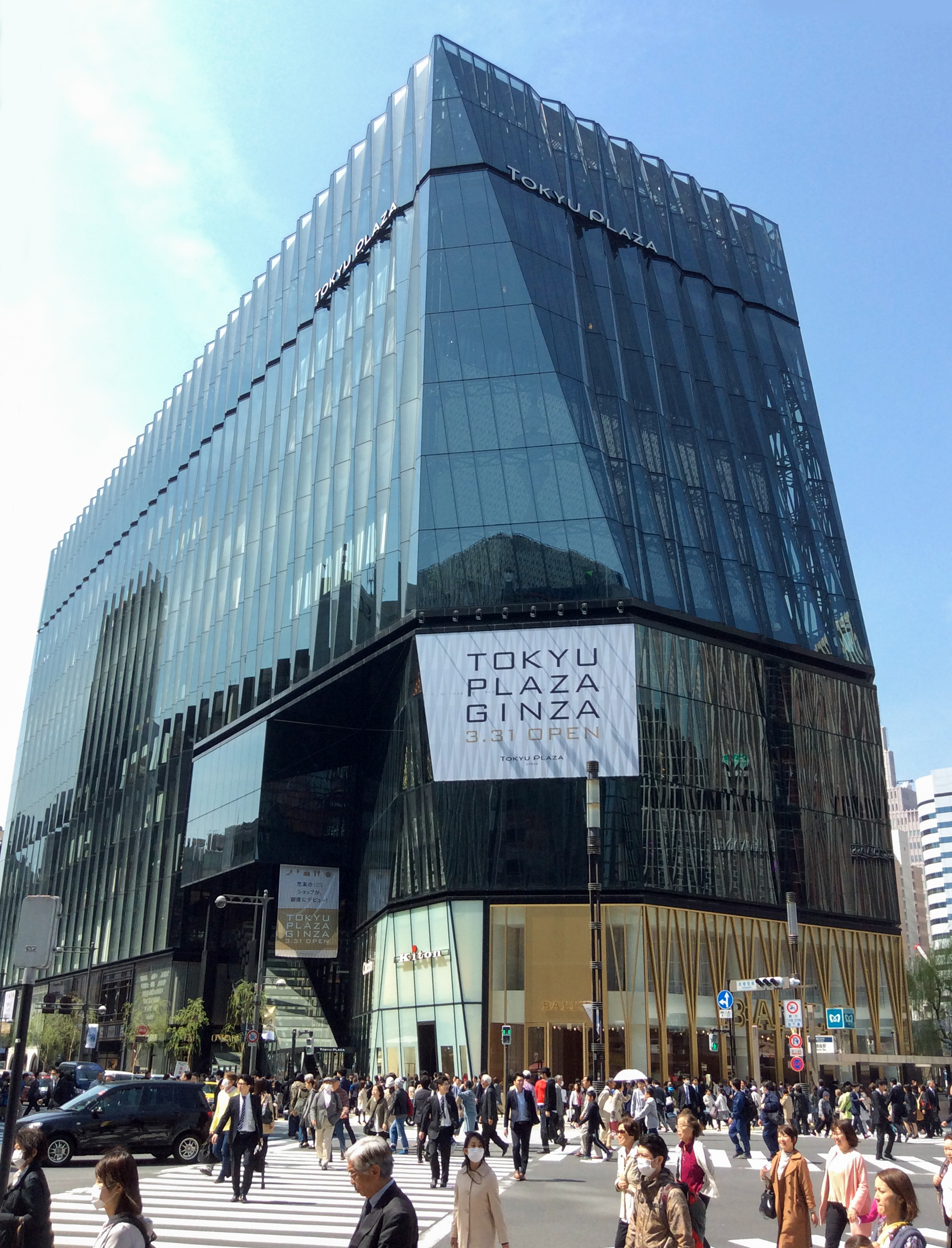
東急プラザ 銀座

## 過去に存在した店舗
2012年（平成24年）4月18日以降も営業した店舗は「東急プラザ+地名」に改称されている。

### 自由が丘東急プラザ
- 現在は自由が丘東急ビルである。
- 1961年（昭和36年）8月1日に開業した。東急プラザ第1号店である。
- 所在地 - 東京都目黒区自由が丘1-30-3
- アクセス - 自由が丘駅 徒歩1分
- 建物 - 地下1階・地上9階

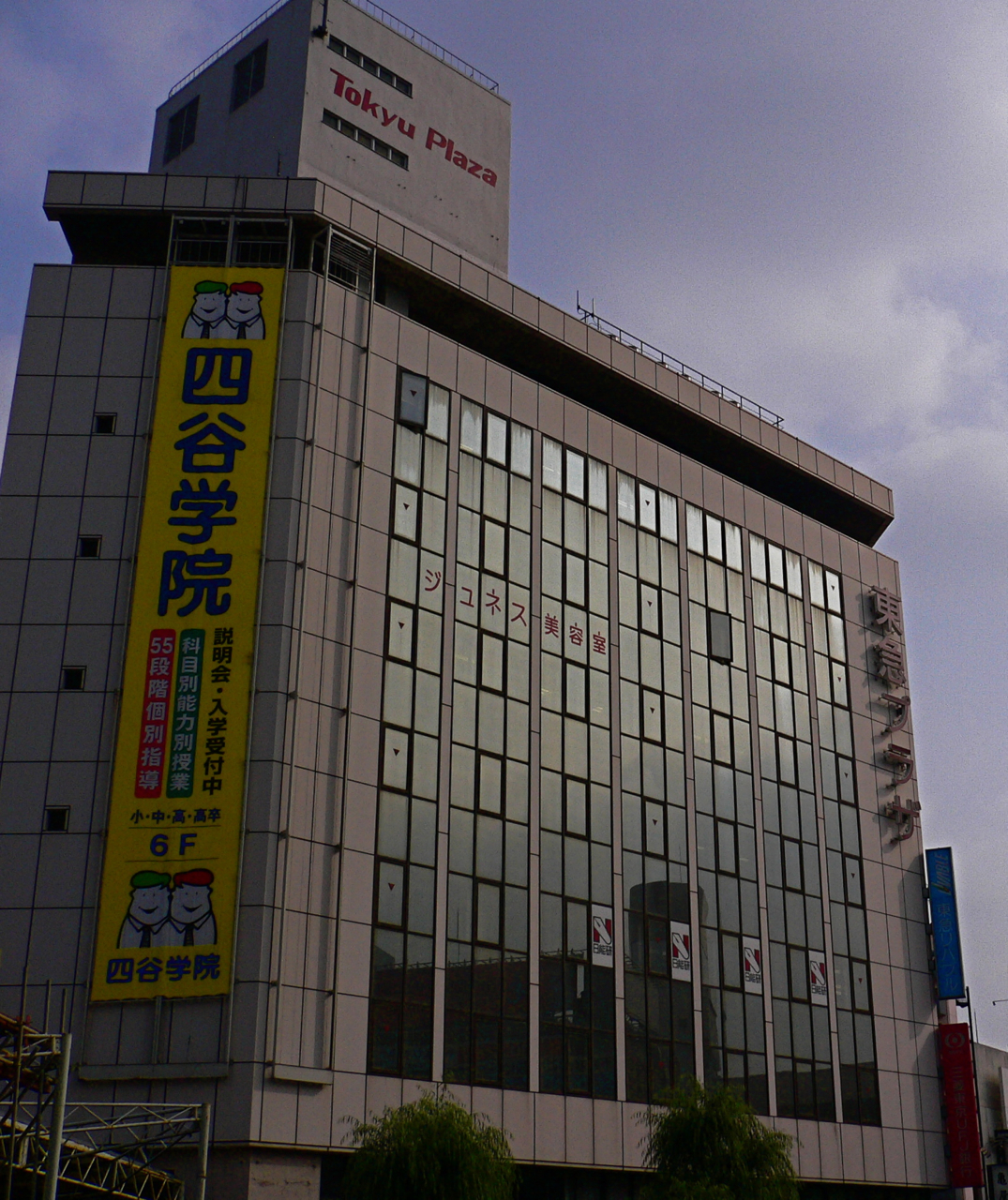
自由が丘東急プラザ（現：自由が丘東急ビル）

### 藤沢東急プラザ

#### 本館
- 1982年（昭和57年）に開業した。
- 所在地 - 神奈川県藤沢市鵠沼東1-2
- アクセス  - 藤沢駅徒歩5分
- 建物 - 地下1階、地上5階、
- 1976年11月12日に東急ハンズ1号店が開業。2006年12月31日に閉店した。

- 1階・2階に東急ハンズ等が入居していた他に、5階には読売・日本テレビ文化センター→着物ショールーム、4階には美容院や東急リバブル、カワイ音楽教室等、3階にはライトオンやビーアンドディー、地下1階には飲食店やアニメイト等が入居していた。
- 東急ハンズが退去してから"FUJISAWA PLAZA"とプラザ内を表記。東急ハンズ後のテナントは、ユニクロ藤沢プラザ店が入居。2019年5月6日閉店[20]。
- その後直ぐに解体され、15階建てマンション、全室が奥田三角公園ビューをウリとするグレーシア湘南藤沢テラスが新築された。

#### 南館 (藤沢駐車場)
- 所在地 - 神奈川県藤沢市鵠沼東6-1
- 建物 - 地上5階
- アクセス - 藤沢駅徒歩6分
- 本館より先行して解体後、19階建てと10階建てのマンション、グレーシア藤沢鵠沼が建設。1階にはローソン藤沢鵠沼店が入居している。

#### 東館
- 所在地 - 神奈川県藤沢市鵠沼東2-3東急ドエル藤沢ビレジ1階2階
- アクセス - 藤沢駅徒歩6分
- セントラルフィットネスクラブ藤沢が現在も入居している。

### 蒲田東急プラザANNEX
- 現在は、ドン・キホーテ蒲田駅前店である。
- 蒲田駅西口の丸井蒲田店撤退後のビルを改装して営業した。
- 2009年5月に、アニメイト・TSUTAYAが移転し、ダイソー・ダイコクドラッグ・まんが広場が閉店した。
- 2009年10月30日にドン・キホーテを核とするビルディングとして営業を開始した。
  - アニメイト蒲田は、メロンブックスやらしんばんと同様に蒲田駅西口の東急ストアの奥にある建物へ移転した。
  - TSUTAYAはグランデュオ蒲田内に移転した。かつてはグランデュオ西館に当たる「サンカマタ」の中にあった。
- 所在地 - 東京都大田区西蒲田7丁目3-3
- アクセス - JR蒲田駅西口駅前

### 東急プラザ 札幌
- 現在は、札幌 東急REIホテル内地下1階 - 地上2階の「レストランプラザ札幌」である。
- 1980年（昭和55年）6月1日開業の「札幌東急イン」内で、6月5日に開業した。
- 2010年（平成22年）- 開業30周年を期に「札幌東急プラザ（PLAZA109）」から「札幌東急プラザ」に改称した。
- 2012年（平成24年）- 店舗名統一に伴い「東急プラザ 札幌」と改称した。
- 2015年（平成27年）- 「レストランプラザ札幌」と改称した。
- 所在地 - 北海道札幌市中央区南4条西5丁目
- アクセス- すすきの駅徒歩1分

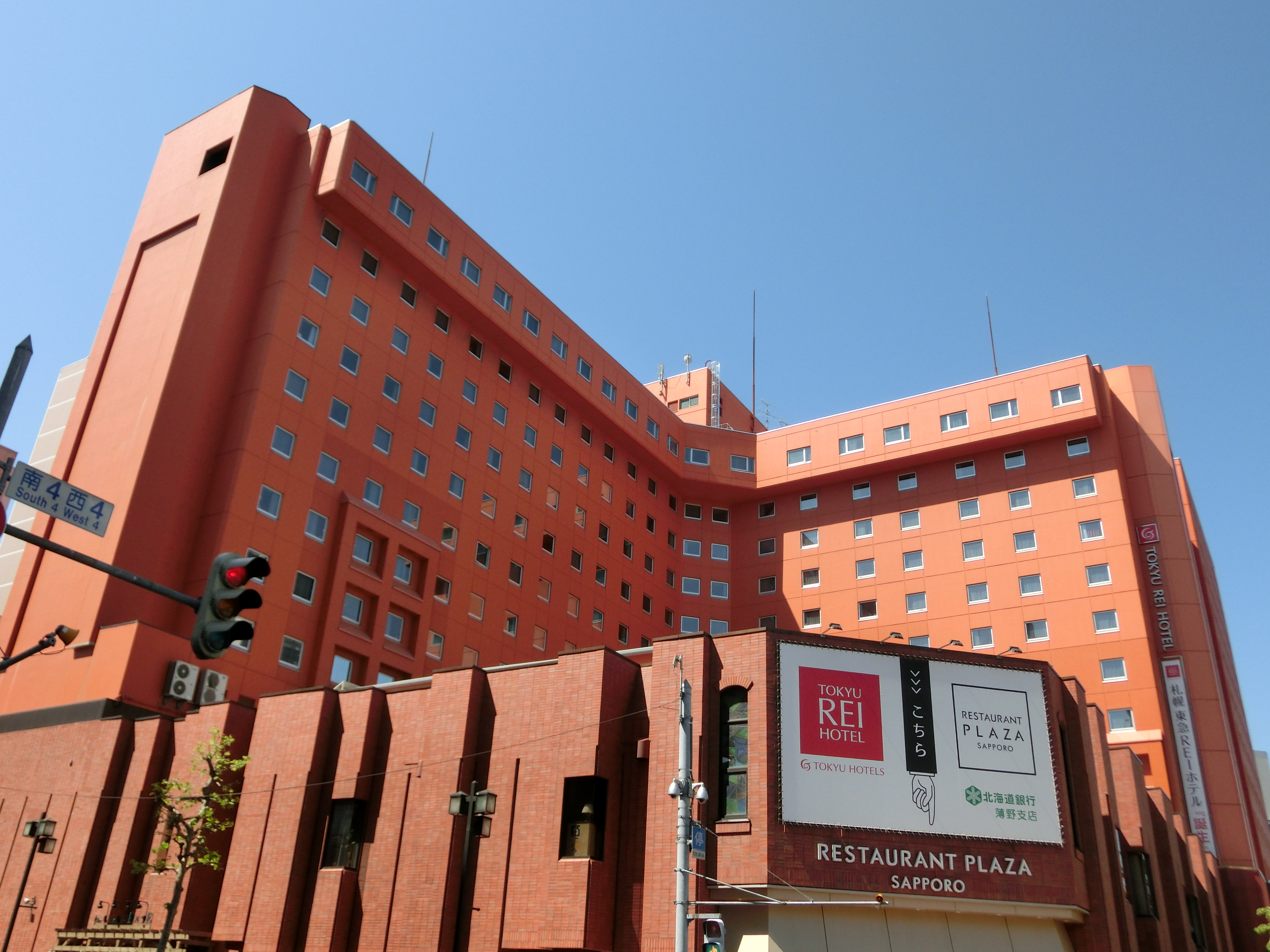
A-FLAG札幌

### 東急プラザ 江坂
- 現在は、新大阪江坂 東急REIホテル内「カリーノ江坂」である。
- 「新大阪江坂 東急REIホテル」の低層階に入居し、ハンズなどが出店している。
- 通りの向かい側に、東急不動産グループ運営の商業施設「江坂オッツ」がある。
- 1983年（昭和58年）10月 - 江坂東急イン内で開業した。
- 2015年（平成27年）10月2日 - 現名称に変更して新装開店した。
- 所在地 - 大阪府吹田市豊津町9-40
- アクセス - 江坂駅徒歩1分

### 天神東急プラザ
- 現在は、メディアモール天神 (MMT) である。
- 1979年 -「天神東急プラザ」として開業して商業施設やホテルが入居した[22]。
- 1997年 - 天神ビブレの別館「天神ビブレ2」となる[22]。
- 2001年（平成13年）
  - 2月25日 - マイカルの破綻により「天神ビブレ2」が閉店する。
  - 11月 - 「天神ビブレ2」の跡地に、「メディアモール天神」がジュンク堂書店を主要なテナントとして[22]開業した。
- 2016年 - 福岡地所がビルを買収[22]した。
- 2019年11月 - 天神地区の再開発にともない、19階建ての高層ビルに建て替えて2024年末頃に開業予定[22]、と発表された。
- 所在地 - 福岡県福岡市中央区天神1丁目10-13
- アクセス - 天神駅・西鉄福岡（天神）駅徒歩4分

### 東急プラザ 赤坂
- 1969年9月13日に開業した。
- 所在地 - 東京都千代田区永田町2-14-3 赤坂東急ビル 地下1階 - 4階
- アクセス - 赤坂見附駅徒歩1分
- キャピトル東急ホテルで営業していた「星岡茶寮」の名残をとどめる中華料理店「星ヶ岡」や、贔屓客が多いコーヒーハウス「オリガミ」は、キャピトル東急が改築工事の間、赤坂東急プラザで営業した。

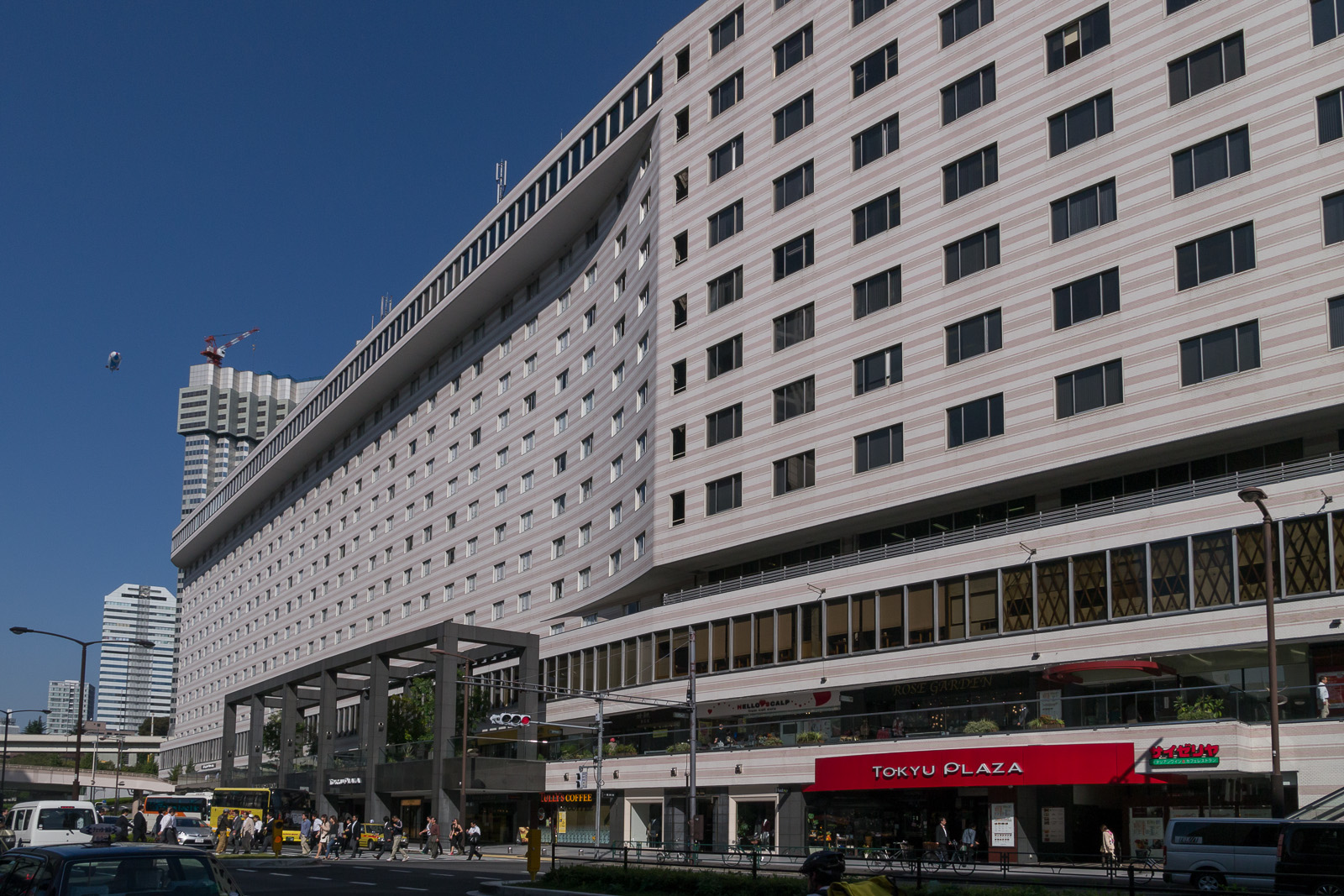
赤坂東急ビル
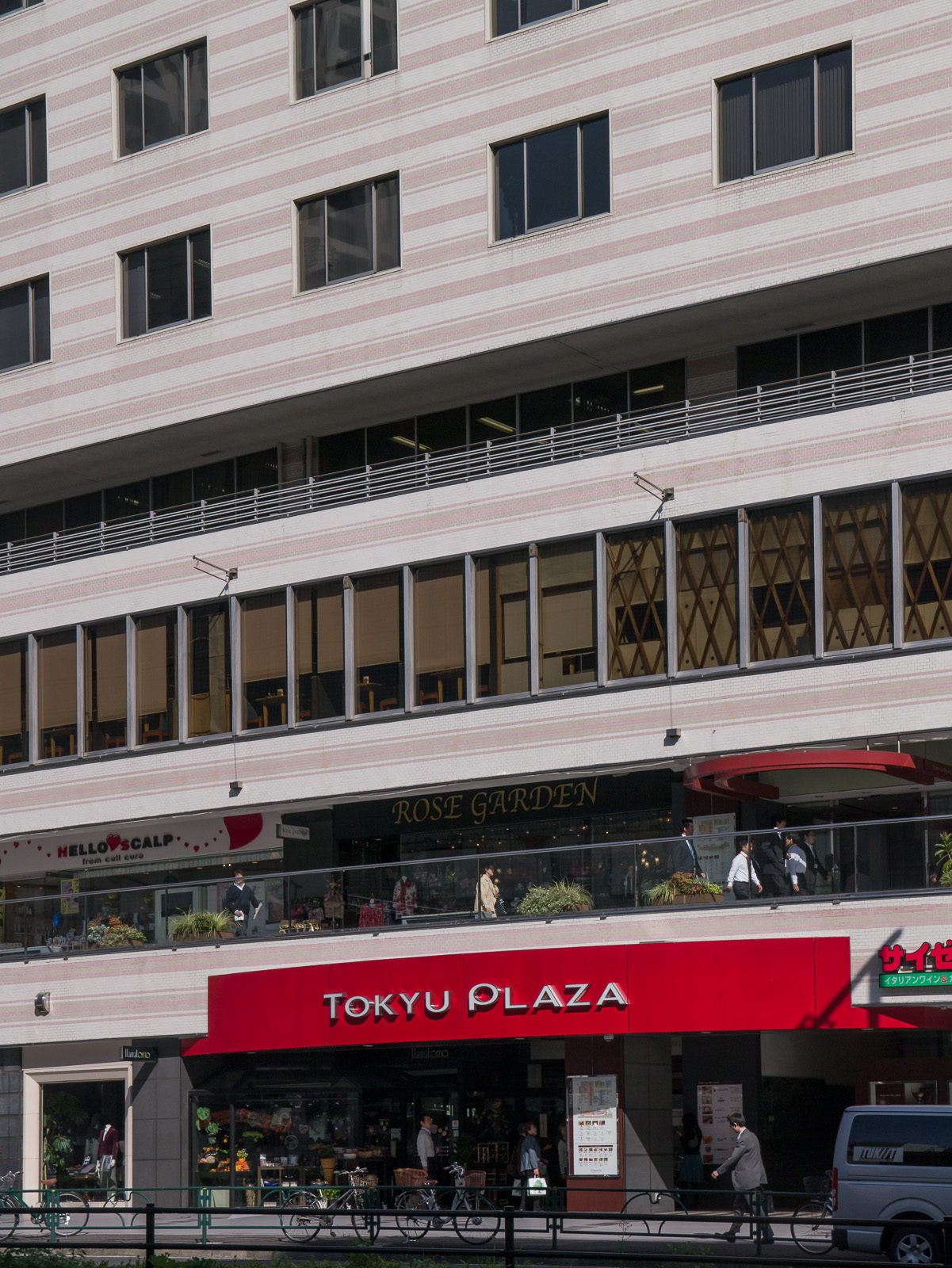
東急プラザ 赤坂